# Ås socken, Västergötland
Ås socken i Västergötland ingick i Åse härad, ingår sedan 1971 i Grästorps kommun och motsvarar från 2016 Ås distrikt.
Socknens areal är 18,83 kvadratkilometer varav 18,43 land. År 2000 fanns här 313 invånare.  Godset Sjöryd samt sockenkyrkan Ås kyrka ligger i socknen.   

## Administrativ historik
Socknen har medeltida ursprung. 
Vid kommunreformen 1862 övergick socknens ansvar för de kyrkliga frågorna till Ås församling och för de borgerliga frågorna bildades Ås landskommun. Landskommunen uppgick 1952 i Grästorps landskommun som 1971 ombildades till Grästorps kommun Församlingen uppgick 2002 i Flo församling.
1 januari 2016 inrättades distriktet Ås, med samma omfattning som församlingen hade 1999/2000.  
Socknen har tillhört län, fögderier, tingslag och domsagor enligt vad som beskrivs i artikeln Åse härad. De indelta soldaterna tillhörde Västgöta-Dals regemente, Livkompaniet.

## Geografi
Ås socken ligger norr om Grästorp öster om Nossans mynning i Vänerviken Dättern. Socknen är en uppodlad slättbygd.

## Fornlämningar
Boplatser från stenåldern är funna. från bronsåldern finns skålgropsförekomster. Från järnåldern finns gravar.

## Namnet
Namnet skrevs 1286 Asum och kommer kyrkbyn och innehåller ås och syftar på höjden där den gamla kyrkan låg.